# جيف بوستك
جيف بوستك (بالإنجليزية: Jeff Bostic)‏ هو لاعب كرة قدم أمريكية أمريكي، ولد في 18 سبتمبر 1958 في غرينزبورو في الولايات المتحدة.

## وصلات خارجية
- جيف بوستك على موقع مرجع كرة القدم المحترفة.كوم (الإنجليزية)
- جيف بوستك على موقع قاعة كارولاينا الشمالية للمشاهير الرياضية (الإنجليزية)
- جيف بوستك على موقع IMDb (الإنجليزية)